# Đập Guri
Đập Guri (tiếng Tây Ban Nha: Central Hidroeléctrica Simón Bolívar    hay Represa de Guri), là một đập trọng lực  ở bang Bolívar, Venezuela trên sông Caroni được xây dựng từ năm 1963 đến 1969. Chiều dài 7.426 mét và cao 162 m. Tính đến năm 2009, đập thủy điện này lớn thứ ba trên thế giới, với công suất 10.235 MW. Riêng đập Guri cung cấp 73% sản lượng điện cho Venezuela. Hồ chứa nước đập Guri  với diện tích bề mặt là 4.250 kilômét vuông (1.641 dặm vuông Anh).
Hồ chứa nước đập Guri là một trong những hồ lớn nhất trên Trái Đất.

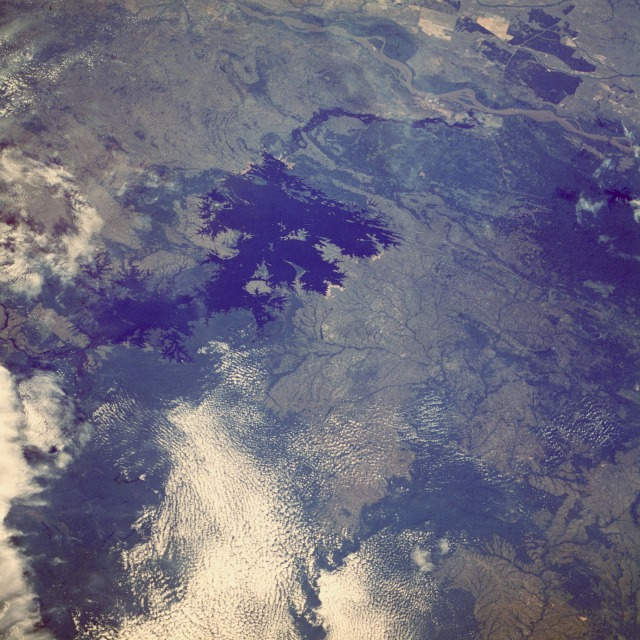
Đập và hồ chứa khi nhìn từ không gian.